# 332
332 (CCCXXXII) fue un año bisiesto comenzado en sábado del calendario juliano, en vigor en aquella fecha.
En el Imperio romano, el año fue nombrado como el del consulado de Pacatiano e Hilariano, o menos comúnmente, como el 1085 Ab Urbe condita, adquiriendo su denominación como 332 a principios de la Edad Media, al establecerse el anno Domini.

## Acontecimientos
- Constantino I el Grande derrota a los visigodos.
- Los romanos derrotan a los godos en la zona del bajo Danubio.
- Foedus (tratado) de los godos con Constantino;[1] los godos se convierten en aliados romanos y protegen conjuntamente las fronteras a lo largo del Danubio.
- Se construye un puente sobre el Danubio para incrementar el comercio entre los visigodos y Roma.

## Nacimientos
- Juliano, futuro emperador romano.
- Joviano, futuro emperador romano posterior inmediato a Juliano (fecha aproximada).